# Франц Беклі
Франц Беклі (нім. Franz Böckli; 15 березня 1858 — 14 лютого 1937) — швейцарський стрілець, чемпіон Літніх Олімпійських ігор 1900 й дворазовий чемпіон світу 1899.
Беклі на чемпіонаті світу 1899 в Гаазі став чемпіоном у стрільбі з гвинтівки серед команд і в індивідуальних змаганнях стоячи. Також, він отримав бронзову нагороду у стрільбі з трьох позицій.
На Олімпійських іграх в Парижі Беклі брав участь у змаганнях зі стрільби з гвинтівки. У стрільбі стоячи він зайняв 5-те місце з 294 балами, з коліна розділив 7-му позицію з 300 балами, і лежачи 21-ше місце з 289 очками. У стрільбі з трьох положень, в якій всі здобуті бали сумуються, Беклі став восьмим. В командному змаганні його збірна стала першою, отримавши золоті нагороди.